# Зуевка (Курская область)
Зу́евка — село в Солнцевском районе Курской области России. Административный центр Зуевского сельсовета.

## География
Село находится на юго-востоке центральной части Курской области, в лесостепной зоне, на левом берегу реки Сейм, к юго-востоку от Солнцево, административного центра района. Абсолютная высота — 171 м над уровнем моря.
Климат
Климат характеризуется как умеренно континентальный. Среднегодовая температура составляет 5,3 °C. Средняя температура воздуха самого тёплого месяца (июля) — 19,4 °C (абсолютный максимум — 40 °C); самого холодного (января) — −9 °C (абсолютный минимум — −35 °C). Безморозный период длится около 150 дней в году. Среднегодовое количество атмосферных осадков составляет 530 мм, из которых около 300 мм выпадает в период с апреля по октябрь. Снежный покров образуется в первой декаде декабря и держится в течение 110—120 дней.
Часовой пояс
Село Зуевка, как и вся Курская область, находится в часовой зоне МСК (московское время). Смещение применяемого времени относительно UTC составляет +3:00.

## Население
| 2002 | 2010  |
| ---- | ----- |
| 1115 | ↗1148 |

Половой состав
По данным Всероссийской переписи населения 2010 года, в половой структуре населения мужчины составляли 46,9 %, женщины — соответственно 53,1 %.
Национальный состав
Согласно результатам переписи 2002 года, в национальной структуре населения русские составляли 98 % из 1115 чел.

## Улицы
| - пер. Беленов, - ул. Беленовка, - ул. Вылетаевка, - ул. Дорожная, - пер. Дорожный, | - ул. Заречная, - ул. Кочерыжник, - ул. Лужок, - ул. Меловское, - ул. Мурыновка, | - ул. Новая, - ул. Погореловка, - ул. Поповка, - ул. Центральная, - ул. Школьная. |